# Campionati africani di lotta 1982
I campionati africani di lotta 1982 sono stati la 4ª edizione della manifestazione continentale organizzata dalla FILA. Si sono svolti dal 26 luglio al 1ºagosto 1982 a Casablanca in Marocco. 

## Podi

### Uomini

#### Lotta libera
| Evento   | Oro                              | Argento                    | Bronzo                          |
| 48 kg    | Quibri Marocco                   | Omar Bensmail Algeria      | Samir Kamal Egitto              |
| 52 kg    | Mahmoud Moustafa Fathalla Egitto | Abdel Douissi Marocco      | Mohamed Hachaichi Algeria       |
| 57 kg    | Ali Lachkar Marocco              | Antony Obakah Niger        | Imad Ali Egitto                 |
| 62 kg    | Austine Niger                    | Ali Gharbi Marocco         | Ahmed Chahine Egitto            |
| 68 kg    | Hassan Said Souaken Marocco      | Khalifa Ben Naceur Algeria | Mustapha Hassan Egitto          |
| 74 kg    | Hammad Mohamed Egitto            | Martins Ubaha Nigeria      | Rachid Khelafi Algeria          |
| 82 kg    | Ali El Ashram Egitto             | Zouhair Sguir Marocco      | Kally Agogo Nigeria             |
| 90 kg    | Rida Ali Egitto                  | Amadou Diop Senegal        | Jim Obot Nigeria                |
| 100 kg   | Abousamara Khamis Egitto         | Habib Cheikh Tunisia       | Balagun Mubinu Nigeria          |
| + 100 kg | Mamadou Sakho Senegal            | Christophe Nigeria         | Ashraf Meligy El Garably Egitto |

#### Lotta greco-romana
| Evento   | Oro                         | Argento                     | Bronzo                     |
| 48 kg    | Said Abdelouhab Egitto      | Aouad Abdelmalek Marocco    | Segui Mourad Algeria       |
| 52 kg    | Abou Shama Bakr Egitto      | Chikhi Bachir Algeria       | Abdelkrim Hanine Marocco   |
| 57 kg    | Ali Lachkar Marocco         | Khalil Emad Egitto          | Mohamed Fercat Algeria     |
| 62 kg    | Ibrahim Lokhsairi Marocco   | Ahmed Hossein Marocco       | Khalifa Ben Naceur Algeria |
| 68 kg    | Hassan Said Souaken Marocco | Shaban Ibrahim Egitto       | Mohamed Sellaoui Algeria   |
| 74 kg    | Abdelazi Tahir Marocco      | Mounji Boucetta Tunisia     | Mustapha El Feki Egitto    |
| 82 kg    | Elachram Med Egitto         | Abdelmajid Boufatit Algeria | Toughza Brahim Marocco     |
| 90 kg    | Jabeur Dridi Tunisia        | Reda Ettaoui Egitto         | Yakan N'Gom Camerun        |
| 100 kg   | Abousamara Khamis Egitto    | Saar Ambraye Senegal        | Benaceur Khalifa Tunisia   |
| + 100 kg | Hassan Haddad Egitto        | Mamadou Sakho Senegal       | Ali Gharbi Tunisia         |

## Medagliere
La nazione ospitante è evidenziata.
| Pos.   | Paese   | Oro | Argento | Bronzo | Totale |
| ------ | ------- | --- | ------- | ------ | ------ |
| 1      | Egitto  | 10  | 4       | 6      | 20     |
| 2      | Marocco | 7   | 1       | 2      | 10     |
| 3      | Tunisia | 1   | 5       | 2      | 8      |
| 4      | Senegal | 1   | 3       | 1      | 5      |
| 5      | Niger   | 1   | 1       | 0      | 2      |
| 6      | Algeria | 0   | 4       | 6      | 10     |
| 7      | Nigeria | 0   | 2       | 3      | 5      |
| Totale | Totale  | 20  | 20      | 20     | 60     |